# Municipio de Silverdale
El municipio de Silverdale (en inglés: Silverdale Township) es un municipio ubicado en el condado de Cowley, en el estado estadounidense de Kansas. En 2010 tenía una población de 354 habitantes y una densidad de 2,59 personas por km².

## Geografía
El municipio de Silverdale se encuentra ubicado en las coordenadas 37°4′2″N 96°53′3″O / 37.06722, -96.88417. Según la Oficina del Censo de los Estados Unidos, el municipio tiene una superficie total de 136.53 km², de la cual 136,07 km² corresponden a tierra firme y (0,33 %) 0,46 km² es agua.

## Demografía
Según el censo de 2010, había 354 personas residiendo en el municipio de Silverdale. La densidad de población era de 2,59 hab./km². De los 354 habitantes, el municipio de Silverdale estaba compuesto por el 94,35 % blancos, el 2,26 % eran amerindios, el 1,13 % eran de otras razas y el 2,26 % eran de una mezcla de razas.
1. ↑  «Sistema de Información de Nombres Geográficos: Municipio de Silverdale». Geographic Names Information System (en inglés).
2. ↑  «U.S. Gazetteer: Censo de 2010» (en inglés). Oficina del Censo de los Estados Unidos. 16 de febrero de 2011. Consultado el 2 de mayo de 2013.
3. ↑  «Encuentra un condado» (en inglés). Asociación Nacional de Condados. 2 de mayo de 2013. Consultado el 2 de mayo de 2013.
4. ↑  «American FactFinder» (en inglés). Oficina del Censo de los Estados Unidos. Consultado el 2 de mayo de 2013.